# Управління змінами
Управлі́́ння змі́нами (Change Management) — це процес управління змінами в організації, де обєктом змін можуть бути:
- стратегія організації,
- структура організації
- технологічні процеси
- апаратура
- внутрішні та зовнішні процеси компанії
- зміни в персоналі тощо.

Згудно ITIL (IT Infrastructure Libary) - Управління змінами (Change Management) - це процес операційної фази життєвого циклу послуги, що тічно повязаний і взаємодіє з іншими процесами, такими як:
- Incident Management
- Problem Management
- Configuration Management

збалансована система управління ресурсами (людськими і технічними), пов'язана зі змінами. Управління змінами — це сукупність робіт, які полягають у
- визначенні і впровадженні нових цінностей, стосунків, норм, стилю поведінки в межах організації, які підтримують нові способи виконання роботи і переборюють протистояння змінам;
- досягнення консенсусу між споживачами і зацікавленими сторонами щодо певних змін, реалізованих для більшого задоволення їх потреб;
- планування, тестування і впровадження усіх аспектів переходу від однієї організаційної структури чи бізнес-процесу до іншого.